# New-York-City-Marathon 1989
Der New-York-City-Marathon 1989 war die 20. Ausgabe der jährlich stattfindenden Laufveranstaltung in New York City, Vereinigte Staaten. Der Marathon fand am 5. November 1989 statt.
Bei den Männern gewann Juma Ikangaa in 2:08:01 h und bei den Frauen Ingrid Kristiansen in 2:25:30 h.

## Ergebnisse

### Männer
| Platz | Athlet            | Land                   | Zeit (h) |
| ----- | ----------------- | ---------------------- | -------- |
| 01    | Juma Ikangaa      | Tansania               | 2:08:01  |
| 02    | Ken Martin        | Vereinigte Staaten     | 2:09:38  |
| 03    | Gelindo Bordin    | Italien                | 2:09:40  |
| 04    | Salvatore Bettiol | Italien                | 2:10:08  |
| 05    | Jesus Herrera     | Mexiko                 | 2:11:15  |
| 06    | Nivaldo Filho     | Brasilien              | 2:12:23  |
| 07    | Osmiro Silva      | Brasilien              | 2:12:50  |
| 08    | Steve Jones       | Vereinigtes Königreich | 2:12:58  |
| 09    | Belayneh Dinsamo  | Äthiopien              | 2:13:42  |
| 10    | Pat Petersen      | Vereinigte Staaten     | 2:14:02  |

### Frauen
| Platz | Athletin           | Land               | Zeit (h) |
| ----- | ------------------ | ------------------ | -------- |
| 01    | Ingrid Kristiansen | Norwegen           | 2:25:30  |
| 02    | Kim Jones          | Vereinigte Staaten | 2:27:54  |
| 03    | Laura Fogli        | Italien            | 2:28:43  |
| 04    | Kumi Araki         | Japan              | 2:30:00  |
| 05    | Dorthe Rasmussen   | Dänemark           | 2:32:18  |
| 06    | Zoja Ivanova       | Sowjetunion        | 2:32:21  |
| 07    | Emma Scaunich      | Italien            | 2:32:25  |
| 08    | Gordon Bloch       | Vereinigte Staaten | 2:33:01  |
| 09    | Ritva Lemettinen   | Finnland           | 2:34:00  |
| 10    | Alena Peterková    | Tschechoslowakei   | 2:34:22  |